# Gull Lake n.º 139
Gull Lake n.º 139 es un municipio rural canadiense situado en la provincia de Saskatchewan.

## Superficie
Gull Lake n.º 139 tiene una superficie de 828,48 km².

## Demografía
En 2021, tenía 185 habitantes, una densidad poblacional de 0,2 hab./km², y 89 viviendas.